# Partei der Kärntner Slowenen
Die Partei der Kärntner Slowenen, auch Kärntner slowenische Partei (Koroška slovenska stranka), war eine Partei der Kärntner Slowenen im österreichischen Bundesland Kärnten. Die Partei wurde 1921 als Wahlpartei des Politično in gospodarsko društvo za Slovence na Koroškem („Politischer und wirtschaftlicher Verein für die Slowenen in Kärnten“) gegründet und stellte in der Ersten Republik regelmäßig zwei Abgeordnete im Kärntner Landtag.

## Geschichte
Nachdem die Volksabstimmung 1920 in Kärnten zu Gunsten des Verbleibs Südkärntens bei Kärnten geendet hatte, waren die slowenischen Organisationen Kärntens gezwungen, sich von ihren Zentralen in Ljubljana zu trennen. Dies traf auch den Katoliško politično in gospodarsko društvo za Slovence na Koroškem („Katholischer politischer und wirtschaftlicher Verein für die Slowenen in Kärnten“), der ab 1921 als Politično in gospodarsko društvo za Slovence na Koroškem in Erscheinung trat. Der Verein gründete in der Folge die wahlwerbende Partei Koroška slovenska stranka, die bei den Landtagswahlen 1921, 1923, 1927 und 1930 sowie bei den Nationalratswahlen 1923 und 1927 antrat. Dabei erreichte die Partei der Kärntner Slowenen bei den Landtagswahlen jeweils zwischen rund 9.000 und 10.000 Stimmen und bei den Nationalratswahlen 9.868 bzw. 9.334 Stimmen. Während die Partei damit bei den Nationalratswahlen am Einzug scheiterte, erreichte sie bei den Landtagswahlen in Kärnten immer zwei Mandate.